# Stephen Strimpell
Stephen Strimpell (* 17. Januar 1937 in New York City; † 10. April 2006) war ein US-amerikanischer Schauspieler und Schauspiellehrer.

## Biografie
Strimpell studierte Rechtswissenschaften. Nachdem er 1956 seine Ausbildung an der Columbia Law School beendet hatte, war er zunächst Mitglied der New Yorker Anwaltschaft, bevor er die künstlerische Laufbahn einschlug.
Er war vorwiegend als Theaterschauspieler tätig. Einem breiten Publikum wurde er erst im Alter von 30 Jahren bekannt, als er die Hauptrolle der CBS-Fernsehserie Immer wenn er Pillen nahm übernahm. In dieser Superman-Parodie verkörperte er den schüchternen Tankwart „Stanley Beamish“, der dank einer Pille jeweils kurzzeitig über Superkräfte verfügt.
Nach der Einstellung der Serie trat Strimpell nur noch sporadisch in Film- und Fernsehproduktionen auf. Er spielte neben Dick Van Dyke in der Komödie Fitzwilly, neben Alan Alda im Drama Jenny, neben Zero Mostel und Harry Belafonte in The Angel Levine, im Thriller Unheimlich (nach Mary Higgins Clark) und neben Roy Scheider in Hinter dem Rampenlicht, Bob Fosses kritischem Drama über die Produktion von Musicals. Seine letzte Filmrolle spielte er als Börsenmakler in Robin Williams’ Drama Seize the Day.
Daneben war Strimpell langjährig als Schauspiellehrer an Herbert Berghofs renommierter Schauspielschule in New York tätig.
Am 13. März 2006 erlitt Stephen Strimpell ein Herzversagen und einen Herzstillstand. Er starb am 10. April 2006.

## Filmografie
- 1961: Westinghouse Presents: The Dispossessed (Fernsehfilm)
- 1966: Renn Buddy Renn (Run, Buddy, Run, Fernsehserie, Folge 1x02)
- 1967: Immer wenn er Pillen nahm (Mr. Terrific, Fernsehserie, 17 Folgen)
- 1967: Die Lady und ihre Gauner (Fitzwilly)
- 1970: Jenny
- 1970: Ein Engel namens Levin (The Angel Levine)
- 1975: Hester Street
- 1976: Die Chronik der Adams (Adams Chronicles, Miniserie, Folge 1x06)
- 1976: Death Play
- 1979: Hinter dem Rampenlicht (All That Jazz)
- 1982: A Stranger Is Watching
- 1984: Nichts wie weg (Almost You)
- 1985: Heiße Ferien (Hot Resort)
- 1986: Das Geschäft des Lebens (Seize the Day)